# 出雲阿国 (お笑い芸人)
出雲 阿国（いずもの おくに、1982年9月13日 - ）は、日本の風水タレント、ピン芸人。吉本興業所属。本名は恩田 真希（おんだ まき）。
東京NSC9期生。芸名の由来は「島根県出身だからそれっぽいのを」ということで決めたというだけで、「歌舞伎踊り」の出雲阿国とは特に関連はない。

## プロフィール
島根県松江市出身、東京都渋谷区在住。身長155cm。
実家は歯科医院である。中学時代の1997年9月23日に地元・松江市で行われた英語スピーチコンテスト（ヘルンをたたえる青少年スピーチコンテスト）で松江市教育長賞を受賞。
学歴は島根大学教育学部附属中学校→島根県立松江東高等学校→フェリス女学院大学卒業。中学校・高校の英語教員免許あり。
同期である文田大介（囲碁将棋）と4年間交際していた。前所属コンビは「インピッシュ☆」。芸人活動のかたわら、飲食店でアルバイトをしている。また都内駅前にてホットペッパーを配布するアルバイトもしている。
親に買ってもらったマンションに住んでいる。
日本テレビ『ラジかるッ』では「♪歌えや！夕刊」コーナーを担当。
バッグの中にアメやチョコレートなどを常備しており、麒麟らによく飴やチョコをあげているという。
2015年8月23日、2歳年上の一般男性と婚約したことを発表。同年12月14日に結婚したことを発表した。

## 芸風
恋愛自虐ネタをピアノを弾きながら奇声を発して披露する。恋愛相手の名前は「てつお」となっている。「てつお」から受ける不条理な仕打ちを悉く好意的に解釈してしまう頭の軽い女性を演じ、笑いを取る（この芸風の背景には「壮絶モラハラ元カレ」の存在があったと語る）。
風水の知識を得るようになり、お笑い以外に風水指導でテレビ出演することもある。また、アドバイスによって大きく出世した芸人も多くいる。2011年に読売テレビで放送された番組「情報ライブ ミヤネ屋」で岸部シローの運気をアップさせるという企画に参加、共演した男性レポーターとともに岸部が収集していた古書約70点を岸部の外出中に無断でブックオフに売却、3440円に換金するという演出がなされた（ブックオフでは、本人確認無き買取依頼は受けないことになっており、出雲は、岸部本人の承諾を得ていたとしている）。。岸部は売却された古書について、一部妻の形見が含まれていると事前に説明していたこと、15万円の価値があったことを主張したが「本棚は風水的にその人の頭の中を意味する。読んでいない古い本しか置いていない人は頭の中が古い知識しかない。その人の知識にはほこりがかぶっている」との持論を展開。放送後、ブログには「かわいそうだ」「態度が悪い」など、視聴者からの批判が殺到。当初ブログに設置されていたコメント欄を閉鎖し、後に謝罪する騒動へと発展した。
吉本興業とは芸人ではなく文化人枠として契約を結んでいる。

## 出演

### テレビ番組
- ラジかるッ（日本テレビ系）- 「♪歌えや！夕刊」コーナー担当など
- くるくるドカン〜新しい波を探して〜（フジテレビ系）
- エンタの神様（日本テレビ系） - キャッチコピーは、「逆境のナルシスト」。
- エンタの天使（日本テレビ系） - キャッチコピーは、「説教するお局女子アナ」。
- ガガガガガレッジセール（日本テレビ系）-「芸人女への道〜300日の記録」出演。
- Goro's Bar（TBS系） - フロアレディとして2006年6月より準レギュラー出演。
- TVチャンピオン（テレビ東京系） - 「貧乏女芸人をキレイにする」コーナー出演。
- ハロー!モーニング。（テレビ東京系）
- 源義経を語る（NHK系）
- 豪腕コーチング（テレビ東京系）
- ロンQ!ハイランド（日本テレビ系） - 番組内のゲーム「だくだくパンパン♪」での進行役「だくパン姉さん」として出演。
- おはスタ（テレビ東京系[8]）
- お仕事バラエティー　がんばれ! ジョブチくん （NHK系）ジョブチくん役でレギュラー出演。[9]。
- 地球同時多発情報SHOW 革命×テレビ（TBS系）
- U・LA・LA@7（TOKYO MX） - 「よしもとうららちゃん」コーナー出演。
- 笑っていいとも!増刊号（フジテレビ系） - 2010年9月26日、お笑いではなく風水指導で出演。
- 情報ライブ ミヤネ屋 - 2011年1月27日、岸部四郎宅を風水で整理整頓する企画で風水指導として出演。
- 『ぷっ』すま（テレビ朝日）- 2011年4月5日、5月24日「オレコツ!オークション」
- お願い!ランキング（テレビ朝日）- 2012年5月10日「得点カラオケ プロの歌手さくらまやに勝てる歌うま芸人を探せ！」コーナーに出演。
- ポップUP!（フジテレビ系） - 「開運！ルームツアー」コーナーに出演。

### ドラマ
- 帝王（2009年、TBS）

### 実写映画
- ワーキング・ホリデー[10]（2012年、よしもとクリエイティブ・エージェンシー）

### 劇場アニメ
- 天才バカヴォン〜蘇るフランダースの犬〜

### 舞台
- 渋谷新人計画

### その他
- JYONGRI「Hop,Step,Jump!」プロモーションビデオ出演
- sabra　2008年6月号　セミヌードグラビア掲載（『ラジかるッ』での水着出演が元で出来た企画（当該号でのグラビアページより））